# Paraethria flavosignata
Paraethria flavosignata är en fjärilsart som beskrevs av Rothschild 1911. Paraethria flavosignata ingår i släktet Paraethria och familjen björnspinnare. Inga underarter finns listade i Catalogue of Life.